# Coendou rothschildi
Coendou rothschildi (Кенду Ротшильда) — вид гризунів родини Голкошерстові (Erethizontidae). Вид може виявитись підвидом Coendou bicolor як вважає Луїза Емонс. 

## Етимологія
Вид названий на честь Лорда Ліонора Вальтера Ротшильда (1868-1937), засновника зоологічного музею в Трінгі в 1889.

## Поширення
Цей вид зустрічається в Панамі і, можливо, в західних Андах Колумбії, Еквадору та Перу; мешкає тільки в низинних, у листяних і вічнозелених лісах.

## Зовнішня морфологія
Довжина голови й тіла: 332-420 мм, хвоста: 290-413 мм, задніх лап: 62-77 мм, вух: 20-26 мм, середня вага: 2 кг. Повністю вкритий колючками, які є чорнуватими з блідо-жовтими кінчиками і які, рівномірно розподілені по всьому тілу. Очі швидше малі, ніс рожевий, випуклий. Хвіст чіпкий, широкий біля основи й швидко звужується до кінця. 

## Поведінка
Це нічний і деревний гризун, що спить удень у зв'язках із в'юнких рослин поблизу верхівки дерев. Раціон включає плоди і листя.